# کله‌قرصی (سوسک)
 کله قرصی (سوسک)(نام علمی: Blaberus discoidalis) نام یک گونه از تیره سوسک‌های بزرگ است.